# Подбуковє-при-Вачах
Подбуковє-при-Вачах (словен. Podbukovje pri Vačah) — поселення в общині Літія, Осреднєсловенський регіон, Словенія. Висота над рівнем моря: 525,9 м.